# 1095 Avenue of the Americas
Salesforce Tower, auch Three Bryant Park, ist ein Wolkenkratzer in Manhattan in New York City. Der Büroturm steht unweit vom Times Square und ist auch unter den früheren Namen 1095 Avenue of the Americas (offiziell bis 2016) und Verizon Building (offiziell bis 2007) bekannt.

## Beschreibung
Der Salesforce Tower New York befindet sich an der Avenue of the Americas (Sixth Avenue) zwischen der 41st und 42nd Street direkt am Bryant Park in Midtown Manhattan. Bekannte benachbarte Gebäude sind unter anderem der Bank of America Tower und das W. R. Grace Building. In der 42nd Street befindet sich im Sockel des Salesforce Towers ein Zugang zur Station 42 Street – Bryant Park der New York City Subway mit den Linien  sowie ein Übergang zur Station Times Square – 42 Street mit der Linie .
Der Wolkenkratzer wurde vom Architekturbüro Kahn & Jacobs entworfen und als Hauptquartier für New York Telephone konzipiert. Die Bauarbeiten begannen 1972 und fanden ihren Abschluss 1974. Das Hochhaus hat eine Höhe von 192 Metern (630 Fuß) und 41 oberirdische Stockwerke. Das Gebäude im internationalen Stil zeichnete sich einst durch weiße Marmorstreifen aus, die an die vertikal gestreifte Gestaltung der Rückseite der New York Public Library auf der gegenüberliegenden Seite des Bryant Parks erinnerten.
Ab 2006 unterzog man dem Gebäude eine umfangreiche Modernisierung. Hierbei wurde die komplette Fassade, die wegen der vertikalen schwarz-weiß Struktur dem 125 Broad Street (früher 3 New York Plaza) in Lower Manhattan ähnelte, durch eine dunkelgrüne Glasfassade ersetzt. An der Westseite des Gebäudes entstand eine 1393 m² große, von der 41st bis zur 42nd Street reichende öffentlich zugängliche parkähnliche Plaza mit Sitzgelegenheiten. Die Renovierungsarbeiten nahmen über ein Jahr in Anspruch und 2007 konnte der Büroturm wieder eröffnet werden. Zeitgleich wurde der Name in „1095 Avenue of the Americas“ geändert. Ab da gehörte ein Großteil der 120.000 m² Bürofläche dem Versicherungsunternehmen MetLife. 2016 zog MetLife wieder aus, da es seine Büros in das MetLife Building konzentrierte.
Anfang 2015 kaufte das kanadische Unternehmen Ivanhoé Cambridge gemeinsam mit Callahan Capital Properties (CCP) den Wolkenkratzer für 2,2 Milliarden Dollar von der Blackstone Group und benannte ihn in „Three Bryant Park“ um. Im August 2016 erwarb Real Summit Investment, eine Immobilieninvestitionstochter des Exchange Fund der Hong Kong Monetary Authority, für 1,15 Milliarden US-Dollar einen 49-prozentigen Anteil am Gebäude. Ende 2016 verlegte das in San Francisco ansässige Softwareunternehmen Salesforce alle seine New Yorker Büros in 3 Bryant Park und veranlasste per Vertrag mit dem Eigentümer die aktuelle Namensänderung in „Salesforce Tower“.
Das Gebäude dient als globaler und lokaler Hauptsitz unter anderem für die Unternehmen Salesforce, Verizon, Standard Chartered Bank, Anwaltskanzlei Dechert LLP und Stifel Financial. Im Erdgeschoss befinden sich ein Whole Foods Market und gastronomische Einrichtungen, darunter ein „Shake Shack“. Mit seiner grünen Glasfassade und seiner Höhe fügt sich der Wolkenkratzer gut in das Gesamtbild rund um den Bryant Park ein.

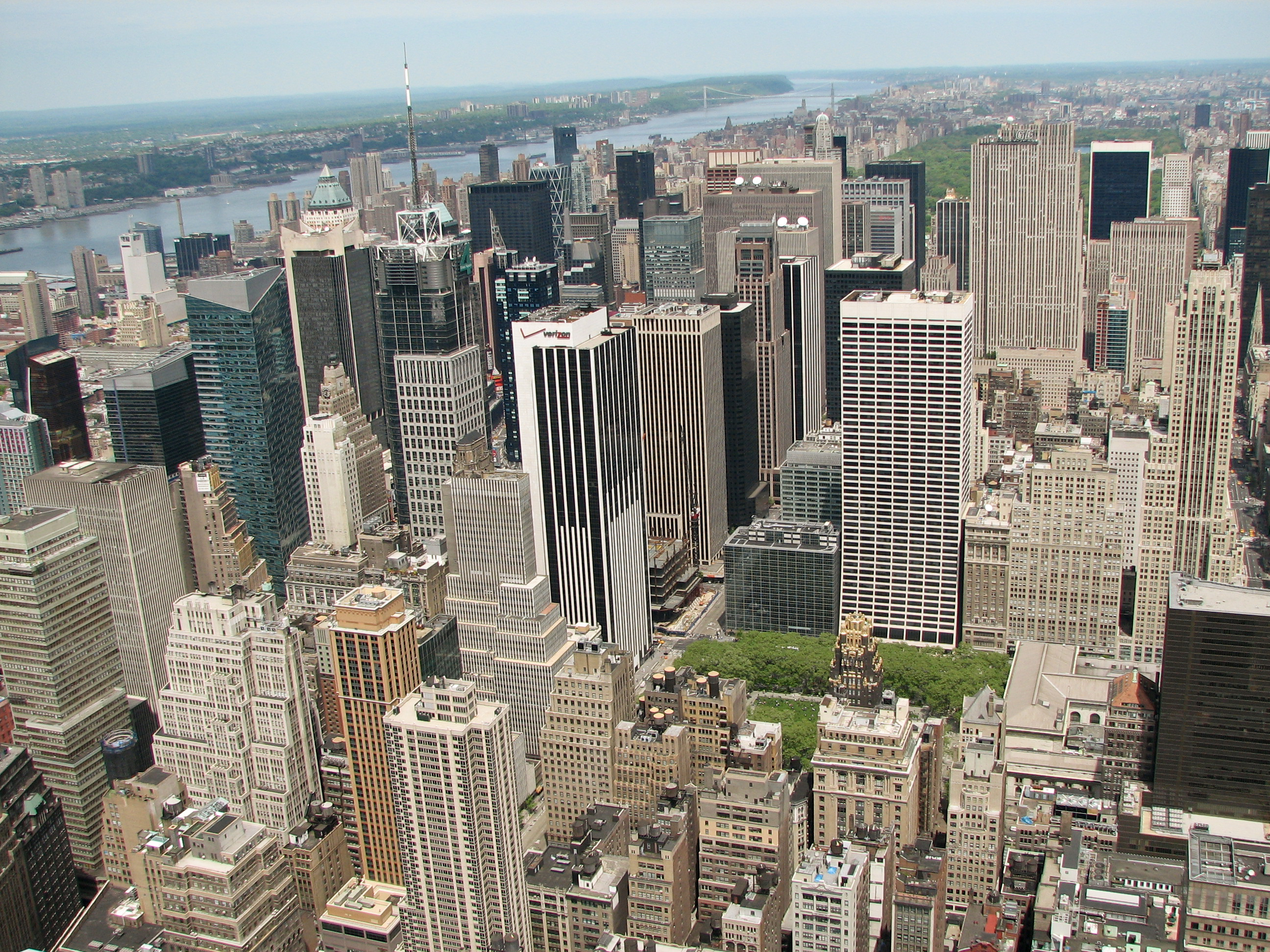
Als Verizon Building vor dem Umbau 2006 (Mitte)
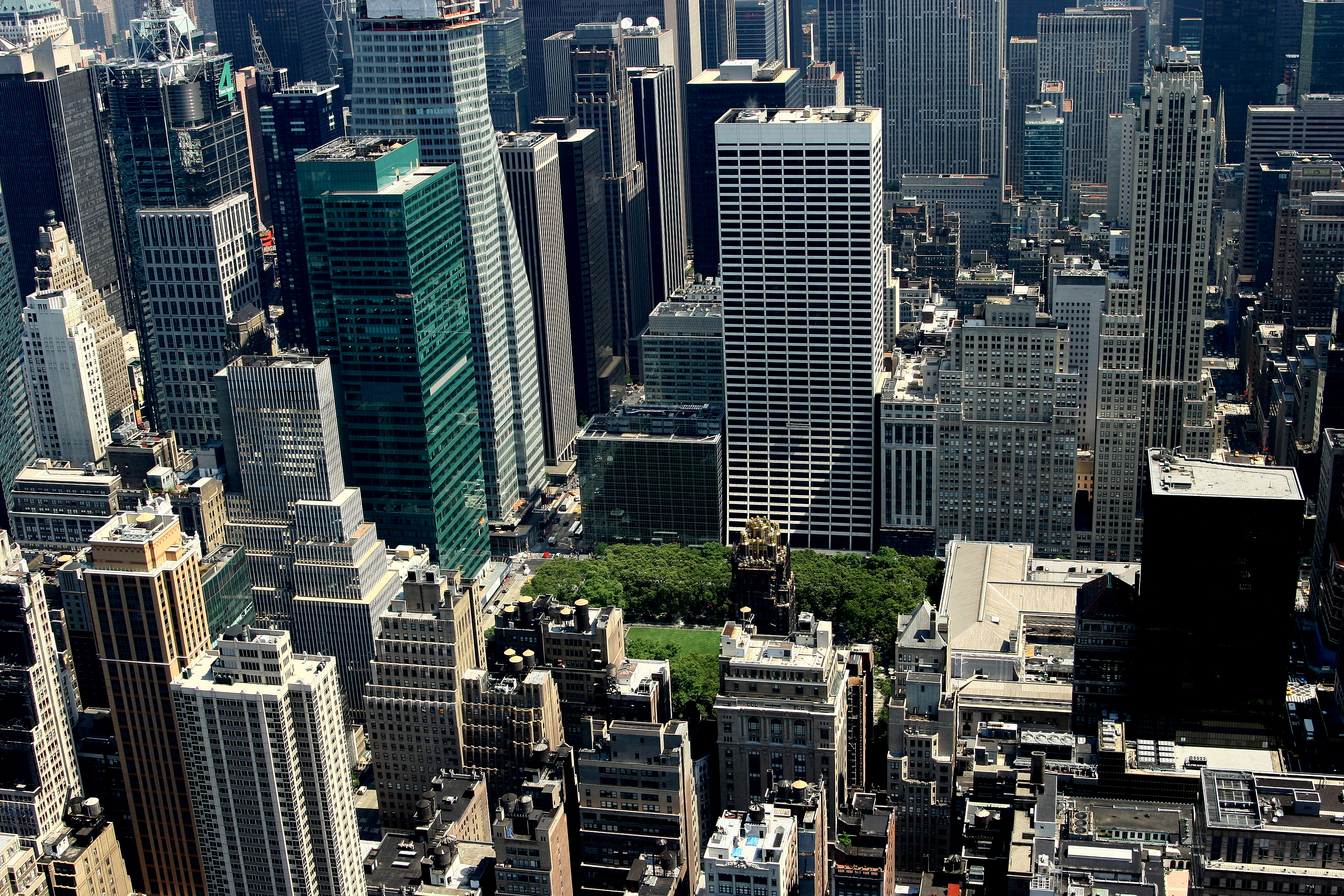
Der Salesforce Tower im Stadtkontext seit 2007
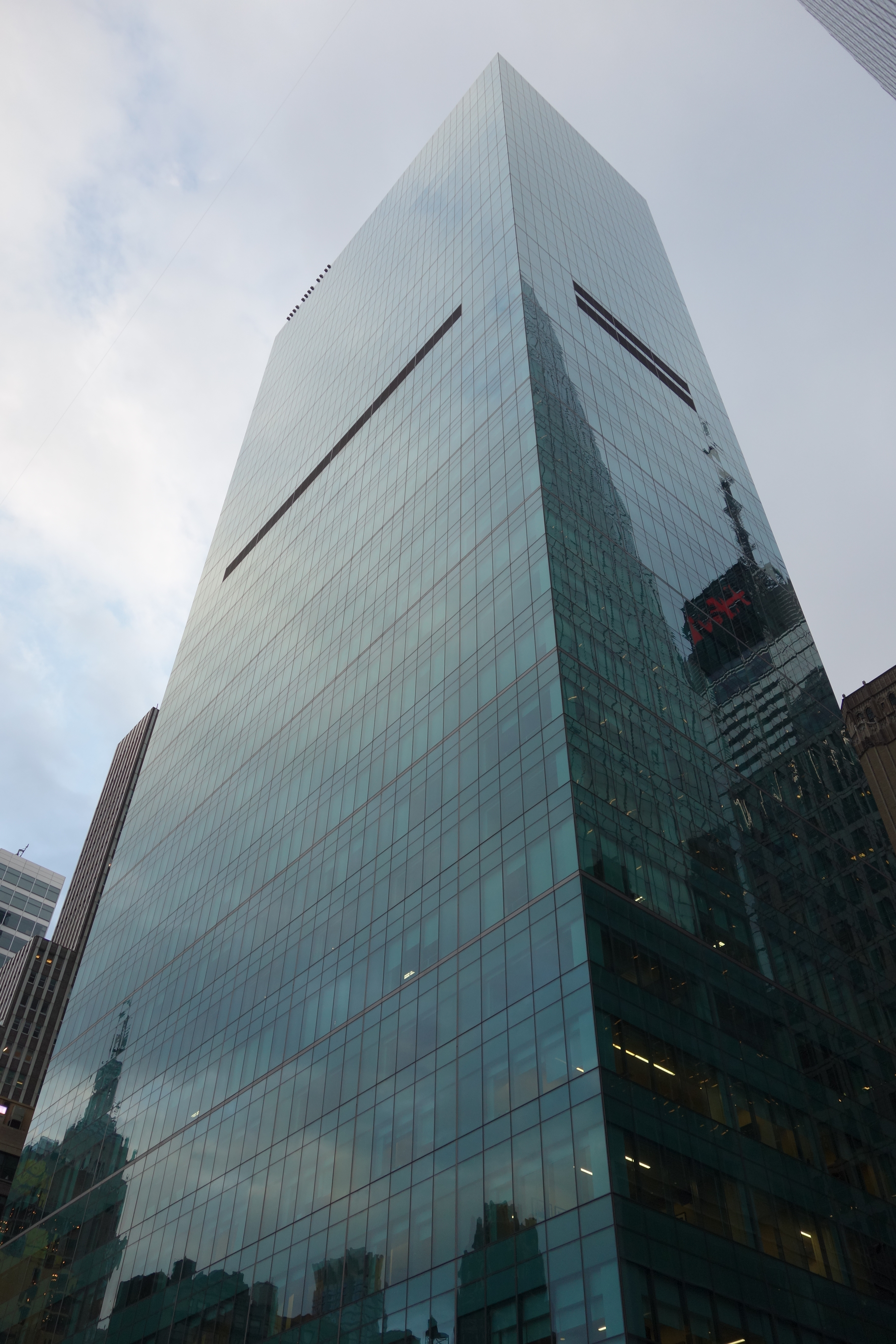
Salesforce Tower 2018
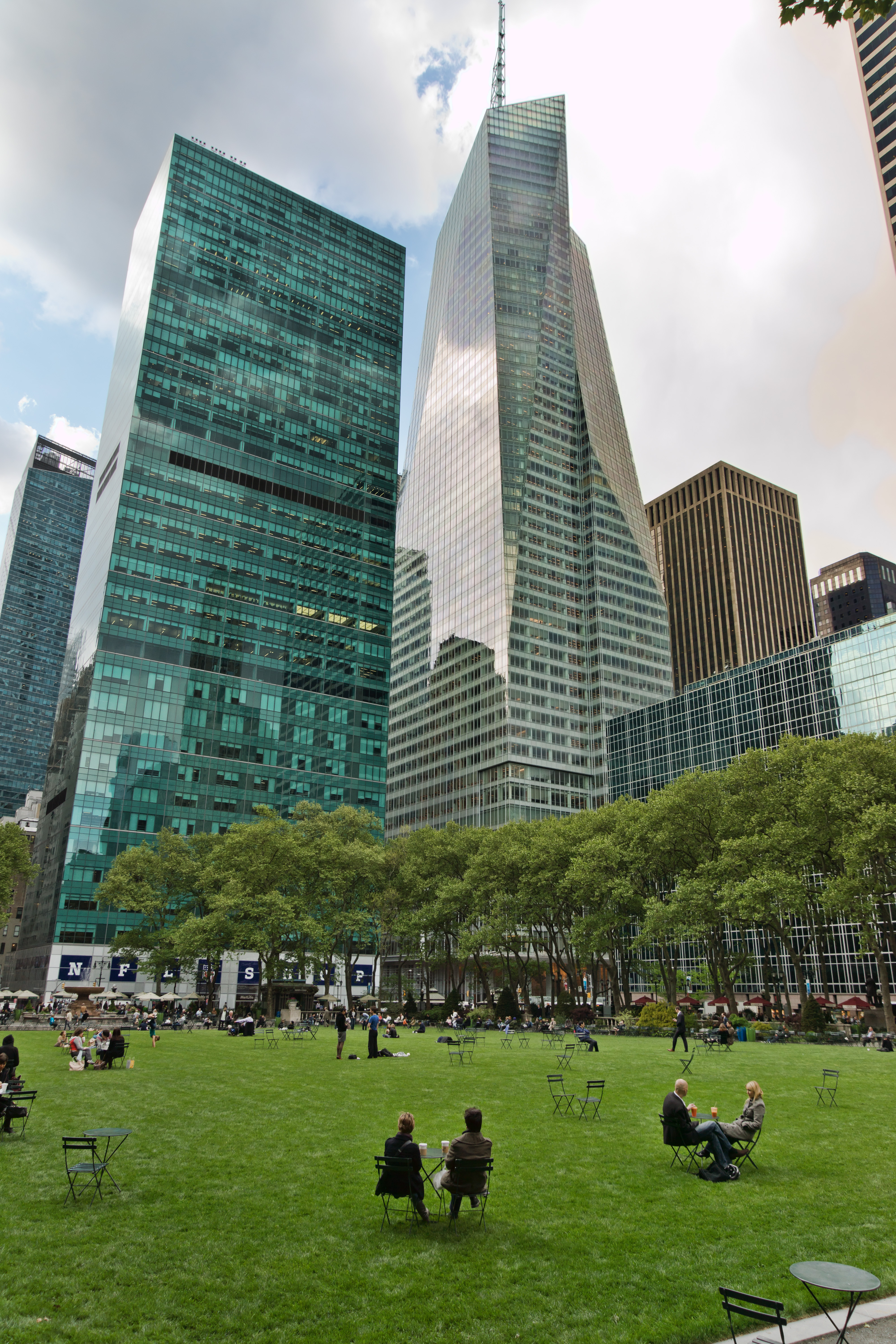
Blick vom Bryant Park
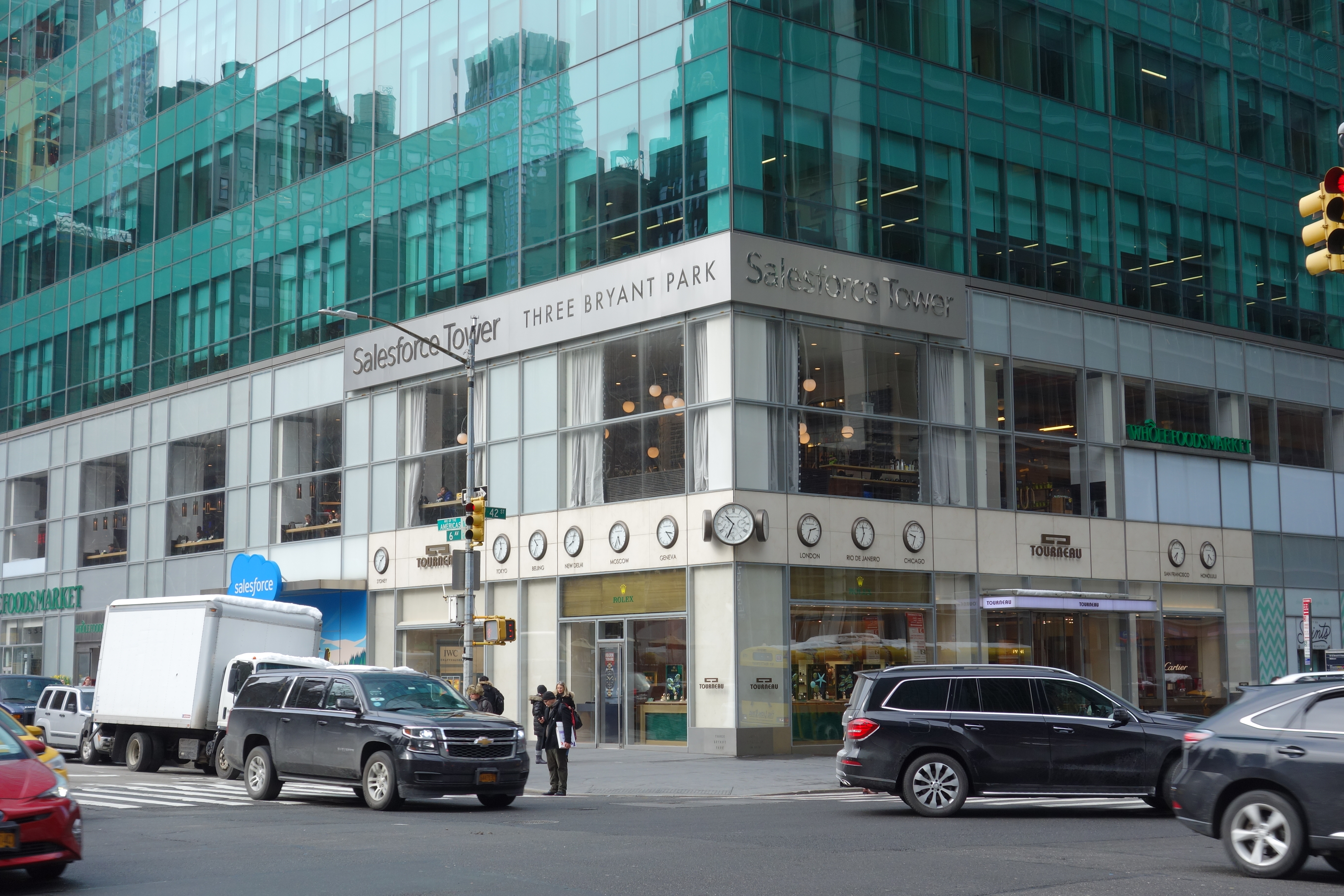
Basis mit Weltzeituhren
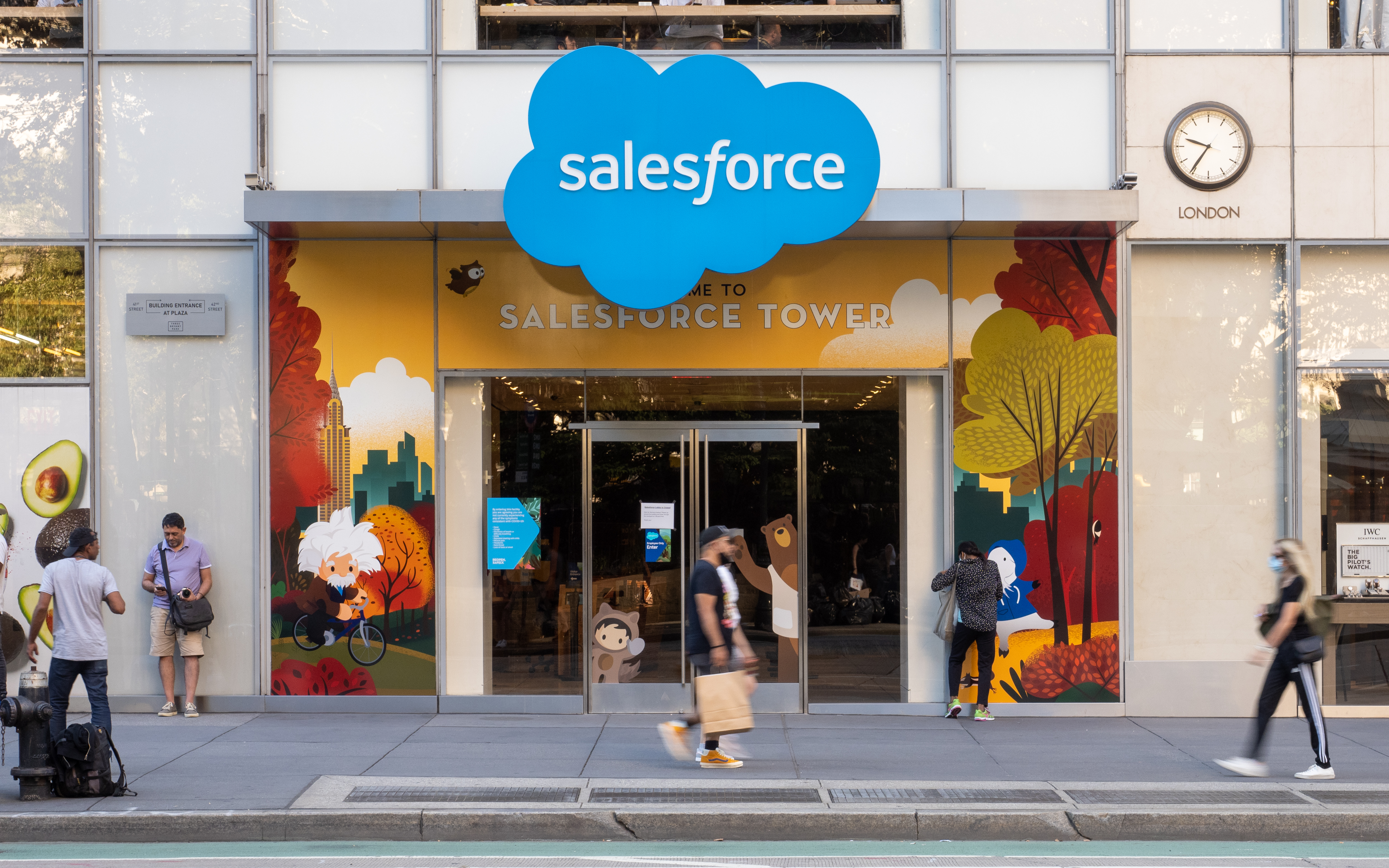
Eingang an der Sixth Avenue